# キッスス・シキオイデス
キッスス・シキオイデス（学名：Cissus sicyoides）は、別名Princess vine、Millionaire vine、Curtain Ivy、インスリーナとも呼ばれるブドウ科に属する常緑性多年生のつる性植物である。
2004年にこの植物の水溶性抽出物から血糖値抑制効果や高脂血症抑制効果が認められた。
インスリーナ葉の抽出物は、マルトースをグルコースに分解するα-グルコシダーゼの阻害作用を有していたが、グルコース吸収抑制作用は有していなかった。これは、糖尿病治療薬である経口血糖降下薬のαグルコシダーゼ阻害剤と同様の作用機序である。

## 関連項目

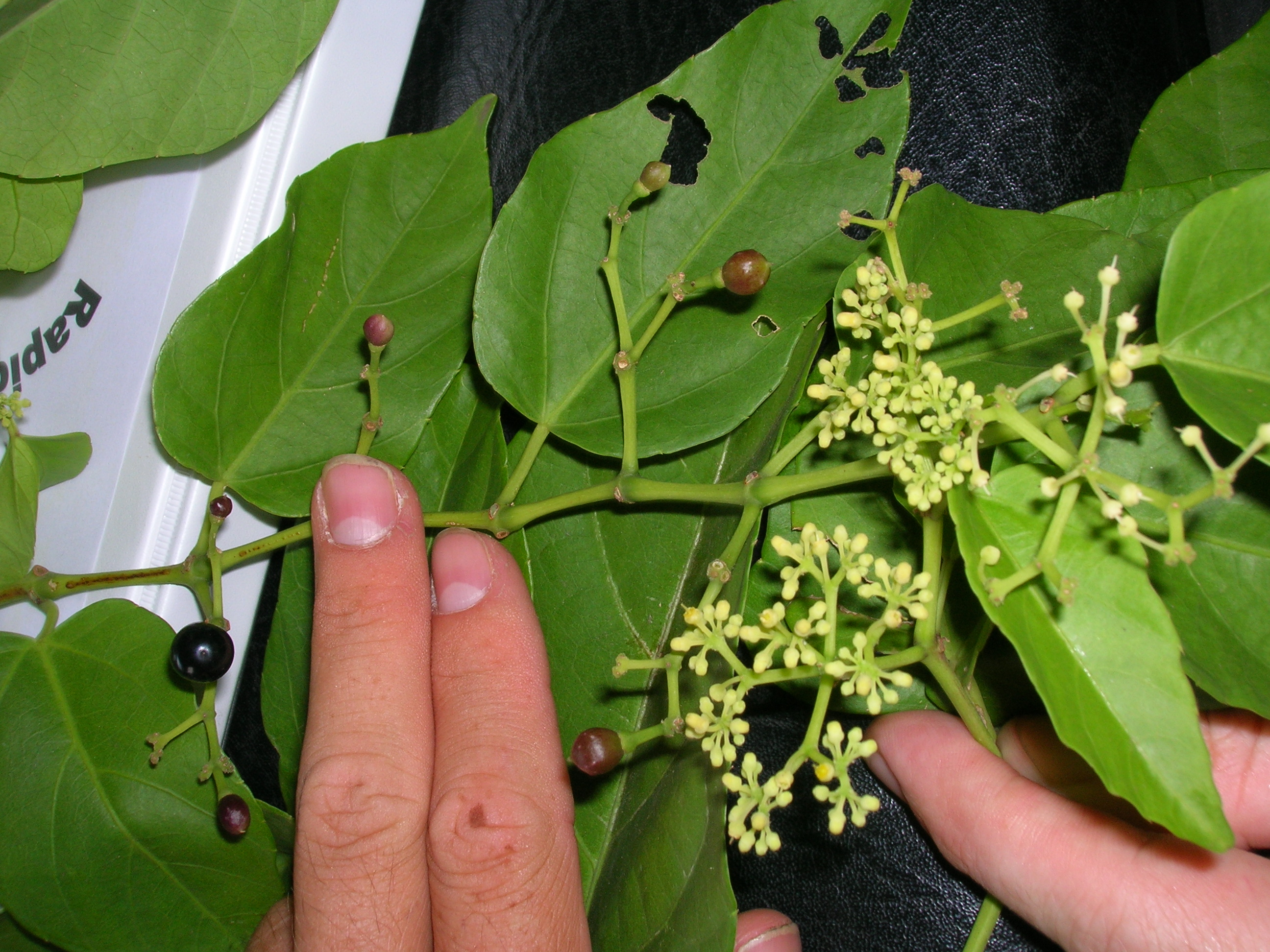
Cissus verticillata.